# Все страхи мира
«Все страхи мира» (англ. The Sum of All Fears, «Сумма всех страхов») — роман Тома Клэнси, относящийся к серии романов о Джеке Райане. Занял второе место в списке бестселлеров по версии Publishers Weekly за 1991 год.
Четвёртый экранизированный роман из серии.

## Сюжет
Пролог. Война Судного дня. Сирийские войска прорывают фронт израильских войск. Руководство Израиля отдаёт приказ о применении ядерного оружия, но отменяет его. В возникшей неразберихе израильский штурмовик совершает вылет с ядерной бомбой на борту. Сирийские зенитчики сбивают самолёт над своей территорией, бомба падает на участок сирийского фермера и уходит под землю.
Прошли почти двадцать лет. Джек Райан, ставший заместителем директора ЦРУ по разведке, разрабатывает план по урегулированию ближневосточного кризиса. Власти различных стран проводят его в действие. Иерусалим переходит под управление религиозной коллегии, безопасность обеспечивают швейцарские гвардейцы. Глава террористической группы — умирающий от рака Исмаил Куати — понимает всю опасность наступившего мира в Палестине для его идеи торжества ислама. Сирийский фермер находит бомбу на своём участке и, опасаясь, что сапёры просто взорвут её вместе с его фермой, просит о помощи группу Куати. Подручный Куати, инженер Госн, разбирает бомбу и обнаруживает в ней плутониевое ядро. С помощью друга Куати — немецкого красного террориста Бока — палестинцы выходят на немецкого ядерщика Фромма, который из плутония изготавливает термоядерную бомбу, использовав украденный им тритий. По завершении работы террористы уничтожают Фромма и помогавших ему рабочих.
При помощи террориста индейца Марвина Рассела бомбу доставляют в Денвер и оставляют её у стадиона, где проходит финальный матч Национальной футбольной лиги, на который должен был прибыть президент США Фаулер. Ликвидировав Рассела, Куати и Госн улетают в Мексику. Фромм не успел очистить тритий, термоядерная реакция происходит не в полном объёме, и вместо планируемого 200-килотонного взрыва происходит лишь 15-килотонный. Однако асфальт огромной парковки вызвал интенсивную теплоотдачу, вызвавшую ошибку систем обнаружения ядерных взрывов, в штабе НОРАД решают, что взрыв был огромной мощности. Последовал вывод, что никто кроме самих США и СССР не мог изготовить эту бомбу.
Одновременно Бок и его подручный Кейтель под видом проверяющих являются в отряд ГСВГ, захватывают танк и обстреливают танки Берлинской бригады сил НАТО, спровоцировав танковый бой между двумя силами. Происходят новые локальные стычки между советскими и американскими войсками в Берлине, Средиземном море и на Тихом океане, ядерные силы обеих стран приводятся в полную боевую готовность. Высокопоставленный американский агент Кадышев даёт ложную информацию о военном перевороте в СССР, Фаулер, оставшийся в уязвимой резиденции, утрачивает здравый смысл и отдаёт приказ о максимальной готовности к ядерному удару по СССР.
Джек Райан безуспешно пытается убедить президента в обратном, конфликт близится к ядерной войне. Тем временем спасатели и агенты ФБР в Денвере убеждаются, что взрыв имел гораздо меньшую мощность. Эксперты обнаруживают, что плутоний для бомбы был американского производства (США снабдили Израиль ядерным оружием ещё в 1960-х годах). Полиция и ФБР расследуют убийство Рассела и выходят на след Госна и Куати. Джек Райан на свой страх и риск вмешивается в разговор с советским президентом Нармоновым, с которым он знаком лично, и убеждает его снизить степень боевой готовности вооружённых сил СССР. После этого накал противостояния снижается. Германская полиция находит тела Бока и Кейтеля, агенты ЦРУ Кларк и Чавес арестовывают прилетевших в Мексику террористов и пытками выбивают из них признание. Власти через советского врача находят охранника лаборатории террористов, умирающего от отравления плутонием, и допрашивают его. Поверив лжи Куати, что за планом стоял аятолла Махмуд Хаджи Дарейи, президент США решает нанести ядерный удар по городу Кум, где скрывается Дарейи. Для выполнения приказа о запуске ракет нужно согласие двух руководителей страны, и вторым человеком, имеющим на это право, оказывается Джек Райан. Но он отказывается уничтожать целый город, где живёт 300 тысяч невинных людей. Фаулер, представший перед обществом как неуравновешенный политик и некомпетентный руководитель страны, уходит в отставку, к власти приходит вице-президент Дарлинг.

## Экранизация
По этому произведению Фил Олден Робинсон снял фильм «Цена страха» с бюджетом около 70 млн долларов США с Беном Аффлеком в главной роли. Съёмки были закончены к сентябрю 2001 года, но студия Paramount Pictures отложила выпуск на 2002 год.

## Издания
- Tom Clancy. The Sum of All Fears — 800 pages — Putnam Adult, (August 14, 1991), ISBN 0399136150
- Клэнси Т. Все страхи мира: [Роман] / Том Клэнси; Перевод с англ. И. Почиталина — М. : Мир, 1993. — 766 с.; 22 см. — (Зарубежный триллер). — (Бестселлер). — Перевод изд.: The sum of all fears / Tom Clancy (New York, 1991). — ISBN 5-03-002946-X: 100000 экз.[3]